# Assemblée de parlementaires du Pays valencien
L'assemblée de parlementaires du Pays valencien (en catalan : Plenari de Parlamentaris del País Valencià ; en castillan : Plenario de Parlamentarios del País Valenciano) est l'organe législatif constitué des 42 députés et sénateurs des 3 provinces du Pays valencien (Alicante, Castellón et Valence) élus aux Cortes Generales lors des élections générales espagnoles de 1977, pour doter la région d'un régime d'autonomie politique. L'objectif primaire de l’assemblée était la rédaction d'un statut d'autonomie, qui ne fut atteint que tardivement et partiellement.

## Histoire
L'assemblée se réunit pour la première fois le 6 août 1977 à Valence, sous la présidence de Joaquín Ruiz Mendoza (PSOE), avec José Antonio Noguera de Roig à la vice-présidence et José Vicente Mateo i Navarro comme secrétaire. Elle était composée  de 29 députés (15 pour la province de Valence, 5 pour Castellón et 9 pour Alicante) et 12 sénateurs (4 par province) :
- 13 députés et 7 sénateurs affiliés au Parti socialiste ouvrier espagnol (PSOE)
- 11 députés et 5 sénateurs de l'Union du centre démocratique (UCD)
- 2 députés du Parti communiste d'Espagne (PCE)
- 1 député Candidature indépendante du centre
- 1 député d'Alliance populaire (AP)

Lors de cette première réunion on parvint à un accord quant à l'élaboration d'un statut d'autonomie dans le cadre de la Constitution espagnole dont on espérait la rapide adoption et dont on ignorait encore la teneur, ainsi que la mise en place immédiate d'un régime de pré-autonomie et d'une Généralité provisoire. 
L'entité se dénomma Plenari/Plenario, « plénier », au contraire d'autres régions où l'équivalent était Asemblea de Parlamentarios, « Assemblée de parlementaires ». Le terme de « Pays valencien » fut accepté par tous, mais il ferait l'objet d'un rejet au moment de l'incorporer dans le statut d'autonomie.
À la même réunion, l'assemblée décida de convoquer une manifestation en appui à l'autonomie et à l'initiative des parlementaires pour le 9 octobre, journée du Pays valencien. L'événement fut un triomphe : avec un nombre de participants estimé à 500 000 à Valence, la manifestation est réputée comme la plus populeuse de l'histoire de la région,,,,,,.
Après la première réunion à Valence en furent célébrées trois autres en 1977, à Castellón de la Plana, Alicante et Orihuela. Lors de celle d'Alicante fut constitué le groupe de parlementaires chargé d'entamer les échanges avec le gouvernement central pour la mise en place d'un régime de pré-autonomie provisoire. Lors de celle d'Orihuela, le 30 décembre 1977, fut approuvé le régime pré-autonomique.
L'année suivante eurent lieu deux réunion importantes en ce sens, célébrées en février à Segorbe et Peníscola. Le 1er mars 1978, l'assemblée parvint à un accord sur la définition du régime pré-autonomique. Dix jours plus tard, le Conseil des ministres d'Espagne l'acceptait à son tour, et le 17 mars furent publiées les deux normes basiques de ce dernier, un décret-loi royal et un décret royal de développement. Il instaurait le Conseil du Pays valencien comme organe de gouvernement de la région et l'assemblée de parlementaires comme organe d'administration. Le texte prévoyait de plus qu'après les premières élections municipales, qui eurent lieu en 1979, les députations provinciales nommeraient la moitié des membres du Conseil, ce qui eut des conséquences fâcheuses sur l'équilibre au sein du Conseil. Selon le décret, le gouvernement espagnol se réservait le droit de suspendre les actes du Conseil (art. 10), voire de le dissoudre « pour des raisons de sûreté de l’État » (art. 11).
Le décret prévoyait la création du Conseil du Pays valencien dans un délai d'un mois suivant sa promulgation. Le 10 avril, l'assemblée de parlementaires réunie au monastère d'El Puig désigna le premier Conseil et, par unanimité, son président, le socialiste Josep Lluís Albiñana.
Le 12 novembre 1978, l'assemblée se réunit avec le chef du gouvernement espagnol Adolfo Suárez et lui remet une ébauche de texte pré-autonomique. Le 11 décembre, l'assemblée nomma la commission de rédaction du statut d'autonomie. Elle réunissait Antonio García Miralles, Manuel Sánchez Ayuso et Pastor pour le PSOE-PSPV, Emilio Attard, Joaquín Farnós Gauchía et Juan Antonio Rodríguez Marín pour l'UCD, Emèrit Bono i Martínez pour le PCE, Alberto Jarabo Payá pour AP et Francesc de Paula Burguera (ancien UCD passé dans le groupe mixte).
Albiñana convoqua une réunion pour le 29 décembre 1978, qui dut être repoussée au 9 janvier 1979 en raison de fortes chutes de neige, lors de laquelle le processus d'accès à l'autonomie fut lancé pour la région, alors avec la dénomination officielle et acceptée par tous, de « Pays valencien », en suivant les étapes décrites par la voie d'accès rapide à une autonomie pleine, selon l'article 151 de la Constitution espagnole de 1978[source insuffisante].
À la suite des élections générales du 1er mars, l'assemblée fut remodelée : des Cortes provinrent 41 nouveaux députés, cette fois 19 pour UCD, 19 pour le PSPV-PSOE et 3 pour le PCE. Cette situation d'égalité entre socialistes et centristes fit l’objet de vives discussions. Manuel Broseta obtint son siège, à la place du socialiste Juan Antonio sanz, après un processus irrégulier dans le décompte des votes. 
Le 3 avril eurent lieu les premières élections municipales de la démocratie. Si en termes de votes elles donnèrent une claire victoire aux partis de gauche, avec 53,2 % des suffrages, la répartition des sièges aux députations, conçues selon des critères territoriaux plutôt que démographiques, entrainèrent des changements contraires à ceux-ci au sein du Conseil.
Conformément à son règlement, la composition du Conseil du Pays valencien, dont les membres étaient nommés par une assemblée mixte de parlementaires et représentants des diputations provinciales, changea : il se composa dès lors de 10 membres d'UCD, 7 du PSPV-PSOE et 1 PCE, mais le président Albiñana resta en poste, comme lui permettait le règlement. Le Conseil entra alors dans une période trouble. La bataille de Valence, vives controverses relatives à la symbologie valencienne et alimentées par les secteurs blavéristes, mouvement anticatalanisme apparu à cette époque au Pays valencien, qui reçut le soutien de l'UCD. Le président Albiñana se trouvant en minorité au Conseil, celui-ci devint ingouvernable.
Avec le retard pris dans les procédures à cause de l'opposition des députations, l'acquisition de l’autonomie par la voie de l’article 151, selon laquelle c'est l'assemblée qui était chargée de l'élaboration du statut d'autonomie, ensuite soumis à référendum populairen se trouvait sérieusement mise en difficulté. Fin 1979, Fernando Abril Martorell, président de l'UCD valencienne, et Alfonso Guerra, vice-secrétaire général du PSOE, conclurent un accord sur l'abandon de cette voie pour l'accès à l'autonomie du Pays valencien. En signe de protestation, le 19 décembre de la même année, les dirigeants du PSPV-PSOE, réunis à Alicante, décidèrent d'exiger le départ des socialistes du Conseil, réuni au même moment au Palais de la Generalitat. Le 22 décembre Albiñana, président du Conseil, démissionna, rendit sa carte de membre du PSPV ainsi que son siège de député du PSOE. Pour protester contre les objections relatifs au statut qu'ils considéraient comme des entraves au processus autonomique, le 19 décembre de 1979, les dirigeants du PSPV-PSOE, réunis à Alicante, décidèrent d'exiger le départ des socialistes du Conseil, réuni au même moment au Palais de la Generalitat. Le 22 décembre Albiñana démissionna, rendit sa carte de membre du PSPV ainsi que son siège de député du PSOE.
Enrique Monsonís de l'UCD se déclara alors président en fonction du Conseil, contre ce que prévoyait le règlement. Il nomma exclusivement des conseillers de l'UCD, se réservant pour lui-même 4 départements importants.
Le 23 février 1981, la tentative de coup d'État du 23-F, dont les deux épicentres sont Madrid et Valence, qui est occupée militairement, fait trembler la démocratie en Espagne. L'événement encourage les forces progressistes et nationalistes à adopter une posture plus modérée et moins maximalistes concernant certaines revendications liées à l'autonomie. Le PSOE madrilène finit par proposer une solution intermédiaire : l'accès à l’autonomie via l'article 143 mais avec la publication d'une loi organique comme prévu dans le paragraphe 2 de l’article 150, permettant le transfert à la communauté autonome d'un degré de compétence élevé, comparable à celui de l'autonomie pleine garantie par l’article 151. L'UCD valencienne manifeste sa volonté de participer à l'élaboration d'un statut d'autonomie consensuel. Le 10 avril, l'assemblée de parlementaires nomme à l'unanimité, à la demande du Conseil, une nouvelle commission de rédaction de statut d'autonomie, composée de Luis Berenguer Fuster et José Ramón Pin Arboledas d'UCD, Joan Lerma et Felipe Guardiola pour le PSOE, et Antonio Palomares pour le PCE. La commission termina son travail le 30 avril. Le texte, censé constituer un accord entre toutes les parties, est connu comme le statut de Benicàssim. Il comportait en annexe diverses remarques et propositions, de l'UCD en particulier. Le 12 juin, l'assemblée réunie à Valence peina à parvenir à un accord. Les communistes demandaient l'abaissement de 5 à 3 % des suffrages nécessaires pour accéder à la représentation aux Corts, et l'UCD prolonge le débat relatif aux symboles et à la dénomination, en dépit de l'accord qu'était censé constituer le texte de Benicàssim. Le 29 juin le président de l’assemblée présente finalement le texte, accompagné de plus de 100 notes et propositions alternatives de différents groupes, au Cortes. Il sera finalement profondément amendé par l’UCD  avant d'être adopté comme statut de la Communauté valencienne.